# ستيفن رودريغيز
ستيفن رودريغيز (بالإسبانية: Andrés Steven Rodríguez) هو لاعب كرة قدم كولومبي في مركز الهجوم، ولد في 1998 في ميديلين في كولومبيا. لعب مع إنديبندينتي ميديلين.